# Stephanoceratoidea
Stephanoceratoidea, antes Stephanocerataceae, es una superfamilia de cefalópodos ammonoides del Jurásico medio-superior dentro del orden Ammonitida que contiene diversas formas, generalmente con nervaduras afiladas y líneas de sutura complejas. Se cree que los apticus son principalmente granulares (Granulaptycus) o con nervaduras concéntricas en la superficie (Praestriaptychus) (Arkell et al. 1957)

## Variación morfológica
Las conchas de Stephanoceratoidea, que determinan las diferentes familias incluidas, son de forma muy variable. Son discoidales y evolutas con todos los verticilos expuestos, esferoidales e involutas con solo el verticilo exterior visible, cadicónicos con un ombligo profundo y margen ventral amplio, y oxicónicos con el margen ventral agudo. Están unidos por tener generalmente nervaduras marcadas y por sus complejas líneas de sutura con un primer lóbulo lateral dominante y un lóbulo umbilical bien desarrollado. (Arkell y otros 1957)

## Taxonomía
Stephanoceratoidea contiene cinco familias según Donovan et al. (1981), una reducción de los 11 enumerados en el Tratado de Paleontología de Invertebrados , 1957 Parte L. Son:
- Stephanoceratidae
- Kosmoceratidae
- Otoitidae
- Sphaeroceratidae
- Cardioceratidae

Pachyceratidae y Tulitidae incluidos en Stephanoceratoidea en el Tratado (1957) se reasignan a Perisphinctoidea. Macrocephalotidae y Mayaitidae del Tratado se reducen a subfamilias dentro de Sphaeroceratidae, Macrocephalitinae y Mayaitinae, pero aún en Stephanoceratoidea. Clydoniceratidae y Thamboceratidae se combinan como Clydoniceratinae dentro de Hildoceratoidea; familia Oppeliidae.

## Filogenia
Según Donovan et al (1981), tanto Stephanoceratidae como Otoitidae tienen su origen en Hildoceratoidea, en Phymatoceratidae. Otoitidae dio lugar a Sphaeroceratidae que dio lugar a Cardioceraticae, Stephanoceratidae a Kosmoceratidae, todos dentro de Stephanoceratoidea. En consecuencia, Stephanoceratidae también dio lugar a Perisphinctidae, cepa de raíces de Perisphictoidea.
Esto difiere de la filogenia más antigua del Tratado Parte L. Se cree que Stephanoceratoidea se deriva de Hammatoceratidae (Hildoceratoidea) a través de la familia ancestral, Otoitidae, que dio lugar en el Jurásico Medio temprano a Stephanoceratidae y Sphaeroceratidae, formando dos linajes principales. Stephanoceratidae dio lugar a Thamboceratidae que a su vez dio lugar a Clydoniceratidae. Sphaeroceratidae dio lugar a Tulitidae, que es la fuente tanto de Macrocephalitidae como de Pachyceratidae. Pachyceratidae conducen a Mayitidae, Macrocephalitidae tanto a Kosmoceratidae como a Cardioceratidae.